# Nepenthes sumatrana
Nepenthes sumatrana este o specie de plante carnivore din genul Nepenthes, familia Nepenthaceae, ordinul Caryophyllales. A fost descrisă pentru prima dată de Friedrich Anton Wilhelm Miquel, și a primit numele actual de la Günther von Mannagetta und Lërchenau Beck. Conform Catalogue of Life specia Nepenthes sumatrana nu are subspecii cunoscute.

## Galerie de imagini

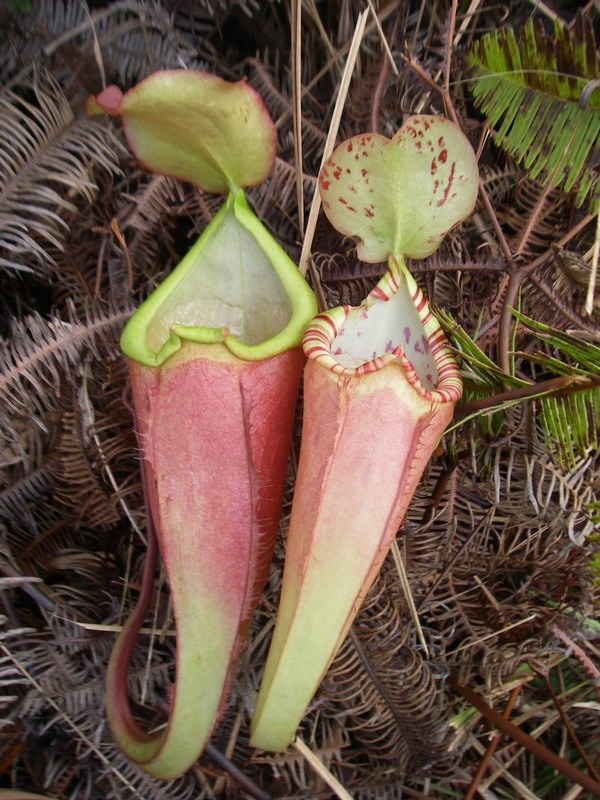
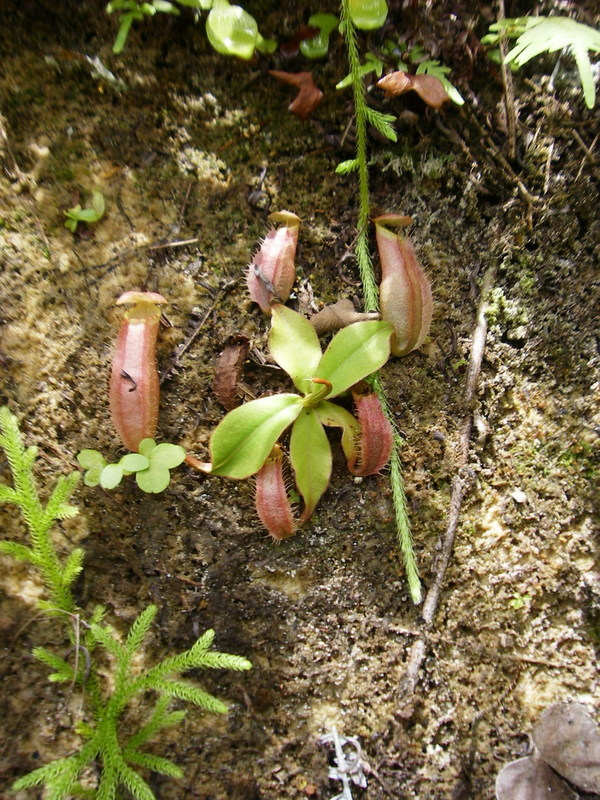
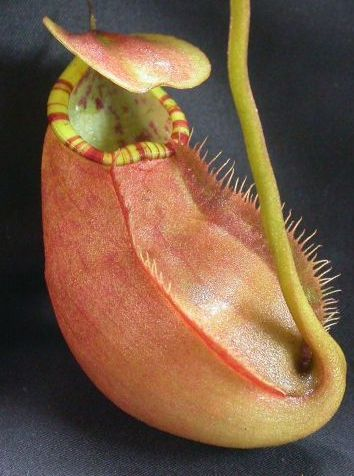
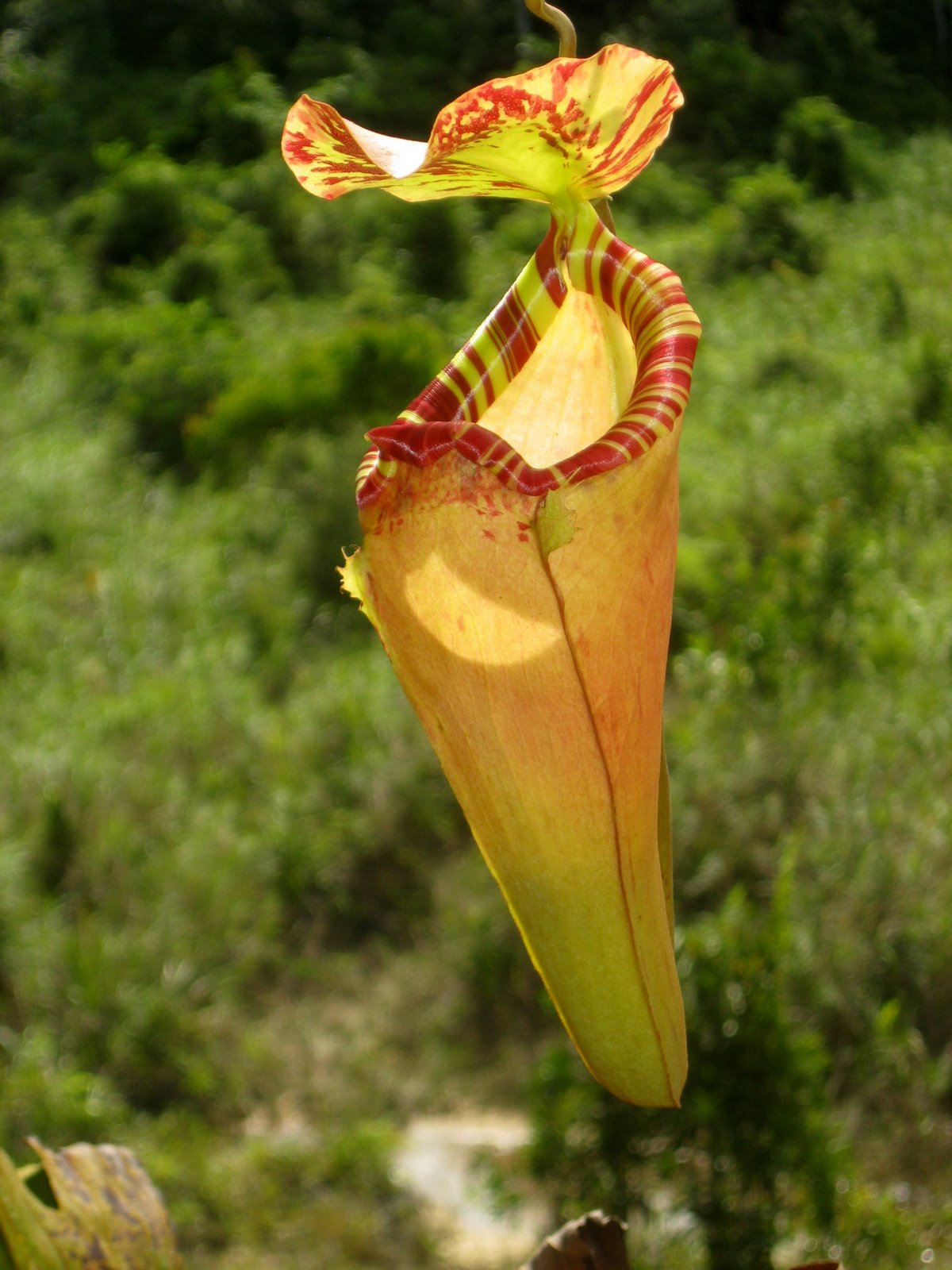
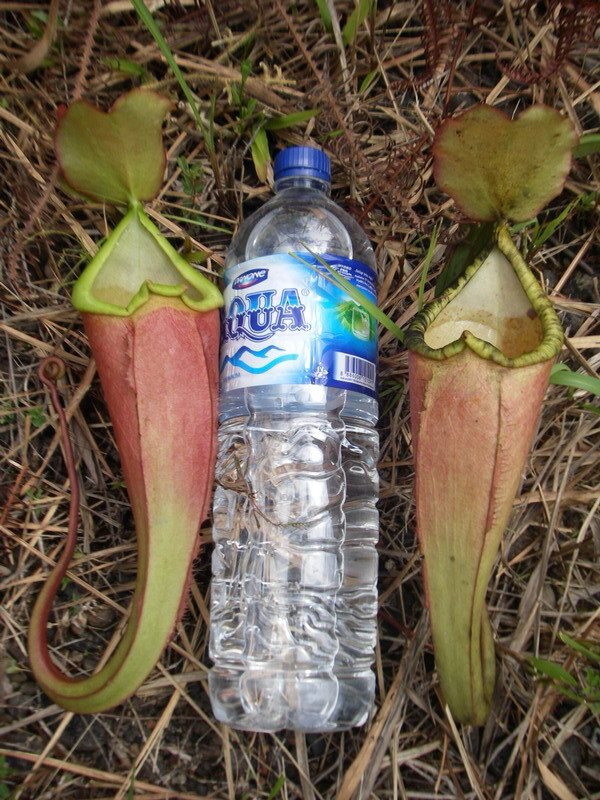
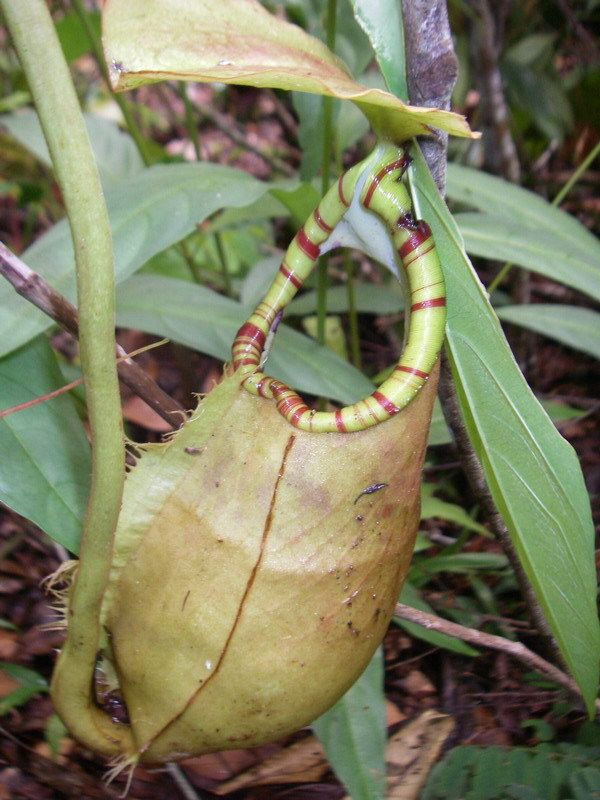